# Nintendo World Cup
Nintendo World Cup es un videojuego de fútbol para Family Computer/NES y Game Boy, desarrollado por Technōs Japan y lanzado en 1990. Es una localización de Nekketsu High School Dodgeball Club: Soccer, el cuarto juego de Kunio-kun lanzado para la computadora familiar. También se lanzaron puertos para PC Engine y Mega Drive en Japón. Se lanzó una versión de Game Boy en Japón, América del Norte y Europa.

## Argumento

### Nekketsu Koukou Dodgeball-bu - Soccer-hen
Ocho estudiantes conocidos como Atsushi (あつし?), Genei (げんえい?), Hiroyuki (ひろゆき?), Kunio (くにお?), Masa (まさ?), Masahiro (まさひろ?), Susumu (すすむ?) y Takashi (たかし?) compiten en un torneo de fútbol contra otras 13 escuelas secundarias.

### Nintendo World Cup
Trece equipos nacionales compiten en una copa del mundo para convertirse en el número 1.
- Estados Unidos
- Países Bajos
- Japón
- Francia
- Camerún
- Unión Soviética
- México
- Inglaterra
- España
- Brasil
- Alemania Federal
- Argentina
- Italia

## Modo de Juego
En esencia, el juego sigue las reglas del fútbol, pero con diferencias notables. Cada equipo tiene solo seis jugadores (un guardameta, dos defensas, un centrocampista y dos delanteros). Solo controlas uno de ellos, pero puedes dar órdenes (Pasar/Disparar) a los demás. Los fuera de juego son inexistentes y las faltas no se castigan. Los jugadores pueden ser eliminados deslizándolos, tacleándolos o disparándoles repetidamente, luego permanecerán abajo durante el resto de la mitad. Los jugadores también pueden usar hasta cinco "súper tiros" por mitad; Estos tiros poderosos y de apariencia extraña se utilizan siempre que un jugador realiza una patada en bicicleta o un cabezazo en picado, o cuando dispara después de caminar una cierta cantidad de pasos. Los "super tiros" difieren de un equipo a otro. Los campos de juego también difieren con respecto al material, p. Ej. hielo, que impacta fuertemente en el movimiento de los jugadores y el balón.
Hay tres modos de juego:
- Modo de torneo, en el que uno o dos jugadores toman el control de uno de los 25 equipos disponibles para derrotar a sus oponentes controlados por la CPU.
- Modo VS Partido, que permite a los jugadores enfrentarse entre sí en campos de juego de arena, hielo o tierra.[4] En la versión de NES, hasta cuatro jugadores pueden competir usando NES Four Score[4] o NES Satellite. Para Game Boy, se utilizaría un cable de enlace o un adaptador para seis jugadores.

Gráficamente, el juego de la versión de NES se parece a la versión de Famicom y otros juegos de la serie Kunio-kun, particularmente Downtown Nekketsu Story/River City Ransom, con sus personajes de patas cortas y cabezas grandes con caras variadas; de hecho, algunos sprites, como Kunio y los otros miembros del equipo japonés, fueron reutilizados de ese juego.

## Diferencias regionales
La versión de NES de Nekketsu High School Dodge Ball Club: Soccer Edition, Nintendo World Cup, se diferencia de su contraparte, en la que en lugar de un torneo de fútbol ambientado en Japón entre trece escuelas secundarias, el juego se centra en una Copa del Mundo. En el Modo de torneo principal, el jugador toma el control del equipo principal del equipo de Nekketsu High School y compite contra los otros veintiún. La introducción de apertura del modo Torneo y las secuencias de la historia se eliminan en la versión NES. En el "Modo de Penaltis" de la versión de Famicom, el jugador solo puede elegir entre el equipo Nekketsu y otros seis equipos. Dado que el Modo de torneo principal en la versión de Famicom solo presentaba un solo equipo, la localización de NES le permite al jugador elegir entre las trece nacionalidades representadas en el juego cambiando la paleta del equipo del jugador y sus súper tiros. Sin embargo, a diferencia de la versión de Famicom, la versión de NES admite hasta seis jugadores en lugar de dos.

## Equipos
- Alemania Federal
- Argentina
- Australia
- Brasil
- Canadá
- Camerún
- Chile
- China
- Colombia
- Ecuador
- Egipto
- España
- Estados Unidos
- Francia
- Grecia
- Inglaterra
- Kenia
- Italia
- Japón
- México
- Países Bajos
- Perú
- Reino Unido
- Unión Soviética

En el juego hay veinticinco seleccionados en total. En el modo torneo todos los equipos excepto, se organizan en cuatro ligas (o zonas), a razón de tres por zona.

### Sudamérica
La liga sudamericana está integrada por Argentina, Brasil, Chile, Colombia y Perú. Un avión se muestra en las pantallas previas a los encuentros en estos países

#### Argentina
| Ropa | Piel | Pelo |
| ---- | ---- | ---- |
|      |      |      |

El Negro selección argentina es de nivel medio. Es un equipo balanceado , aunque su debilidad son las salidas con el balón de su portero, cuando el equipo se encuentra arriba en el marcador. Su tiro especial convierte el balón en un chorizo, el mismo embutido que aparece en su estandarte. Pueden utilizar el Regate Mortal cuando tienen posesión de la pelota y además conocen el Puñetazo Tornado (Pero sólo el portero Higuita lo utiliza, obviamente). Al ganar, dos argentinos aparecen quemándose las manos con empanadas calientes.
Su alineación por defecto es 2-1-2, con los siguientes jugadores:
1. Héctor GK.
2. Nery DF.
3. Oscar DF.
4. Diego MF (Capitán).
5. Fan FW.
6. José FW.

Si están empatando o ganando, sale de la valla a atacar cuando tiene el balón.

#### Bolivia
| Ropa | Piel | Pelo |
| ---- | ---- | ---- |
|      |      |      |

El Verde selección boliviano es de nivel medio. Es un equipo balanceado , aunque su debilidad son las salidas con el balón de su portero, cuando el equipo se encuentra arriba en el marcador. Su tiro especial convierte el balón en un chorizo, el mismo embutido que aparece en su estandarte. Pueden utilizar el Regate Mortal cuando tienen posesión de la pelota y además conocen el Puñetazo Tornado (Pero sólo el portero Higuita lo utiliza, obviamente). Al ganar, dos argentinos aparecen quemándose las manos con empanadas calientes.
Su alineación por defecto es 1-2-2, con los siguientes jugadores:
1. Carlos GK.
2. Gabriel DF.
3. Alejandro DF.
4. José MF (Capitán).
5. José FW
6. Diego MF.

Si están empatando o ganando, sale de la valla a atacar cuando tiene el balón.

#### Brasil
| Ropa | Piel | Pelo |
| ---- | ---- | ---- |
|      |      |      |

De camiseta amarilla, el equipo brasileño es uno de los equipos más fuertes del juego. Una piraña representa al equipo, tanto en su estandarte como en su disparo especial. Pueden utilizar la Voltereta Golondrina. Festejan las victorias bailando al ritmo del carnaval, utilizando disfraces y sonando maracas.
Su alineación por defecto es 2-2-1, con los siguientes jugadores:
1. Bruno GK.
2. Costa MF.
3. Janio DF.
4. Silva MF. (Capitán).
5. João FW.
6. Ellio FW.

Bruno es uno de los arqueros más fuertes del juego.

#### Chile
| Ropa | Piel | Pelo |
| ---- | ---- | ---- |
|      |      |      |

De camiseta Roja, el equipo chileno es uno de los equipos más fuertes del juego. Una piraña representa al equipo, tanto en su estandarte como en su disparo especial. Pueden utilizar la Voltereta Golondrina. Festejan las victorias bailando al ritmo del carnaval, utilizando disfraces y sonando maracas.
Su alineación por defecto es 2-1-2, con los siguientes jugadores:
1. Claudio GK.
2. Nicolás DF.
3. Guillermo DF.
4. Mauricio MF (Capitán).
5. Paulo FW.
6. Yonathan FW.

Claudio es uno de los arqueros más fuertes del juego.

#### Colombia
| Ropa | Piel | Pelo |
| ---- | ---- | ---- |
|      |      |      |

Los colombianos portan una máscara emulando a los luchadores de lucha libre colombiana. Uno de los equipos más débiles. Mediante su disparo especial pueden electrificar la pelota, efecto que perdura por un tiempo incluso luego de ser atajada por el guardameta. El Ataque Tornillo que efectúan, es poderoso, pero fácil de esquivar. Cuando ganan, un mariachi le canta a un cactus danzante. Es el único equipo dentro del juego que cuando le anotan gol no se lamenta, simplemente se quedan quietos
Usan la extraña formación 2-2-1:
1. David GK
2. John MF
3. Jeison DF
4. Luis MF (Capitán)
5. Wilmar FW
6. William FW

David es el arquero más fuerte junto con el de Brasil.

#### Ecuador
| Ropa | Piel | Pelo |
| ---- | ---- | ---- |
|      |      |      |

De casaca celeste, el combinado de Ecuador es el adversario más fácil del juego, aunque posean un campo de juego arenado y tengan en su poder la utilización de la técnica de Aceleración Triple. Al contrario de lo que aparenta, sus jugadores son débiles. Su tiro especial transforma el balón en una roca y lo hace rodar hacia la valla enemiga. Al vencer, dos de sus jugadores bailan frente al marcador luminoso.
Se forman en 2-1-2 con los siguientes jugadores:
1. Enner GK.
2. Agustín DF.
3. Eduardo DF.
4. Cristian MF (Capitán).
5. Álex FW.
6. Felipe FW.

Si están empatando o ganando, sale de la valla a atacar cuando tiene el balón.

#### Paraguay
| Ropa | Piel | Pelo |
| ---- | ---- | ---- |
|      |      |      |

Las ropas de Paraguay son lilas, y su escudo muestra lo que parece ser los cuernos de un toro. Es un equipo de poderío medio-débil. Al efectuar su tiro especial, el balón se transforma en una paloma que vuela hacia el arco rival.
Alineándose en esquema 2-1-2, sus jugadores son:
1. Anthony GK.
2. Robert DF.
3. Omar DF.
4. Fabián MF (Capitán).
5. Gastón FW.
6. Junior FW.

Anthony es el arquero más fuerte junto con el de Camerún.

#### Perú
| Ropa | Piel | Pelo |
| ---- | ---- | ---- |
|      |      |      |

Perú es el equipo más fuerte del juego. Al ejecutar su tiro especial, el balón se infla como el sol, resultando casi imparable. Pueden utilizar la Voltereta Golondrina, así como el Puñetazo Tornado.
Los peruanos utilizan el 2-1-2:
1. Gallese GK.
2. Abram DF.
3. Anderson DF.
4. Guerrero MF (Capitán).
5. Lapadula FW.
6. Tapia FW.

Pedro Gallese es el arquero más fuerte junto con el de Japón.

#### Uruguay
| Ropa | Piel | Pelo |
| ---- | ---- | ---- |
|      |      |      |

Representados por un León, los tailandeses portan camiseta celeste y lucen sobre sus cabezas un Mongkon característico de los luchadores de Uruguay. Junto a corea del norte, una de las escuadras más débiles del torneo. Los integrantes del equipo están capacitados para realizar un Ataque Explosivo durante la defensa, y transformar la pelota en un león que corre hacia la meta. En su festejo de victoria, el capitán golpea de un rodillazo a un compañero de equipo.
Su formación es 2-2-1:
1. Olivera GK.
2. Mauro MF.
3. Agustín DF.
4. Mauro MF (Capitán).
5. Luis FW.
6. Darwin FW.

Si están empatando o ganando, sale de la valla a atacar cuando tiene el balón.

#### Venezuela
| Ropa | Piel | Pelo |
| ---- | ---- | ---- |
|      |      |      |

Venezuela es el equipo más fuerte del juego. Al ejecutar su tiro especial, el balón se infla como el sol, resultando casi imparable. Pueden utilizar la Voltereta Golondrina, así como el Puñetazo Tornado.
Los venezolanos utilizan el 2-2-1:
1. Faríñez GK.
2. Ángel DF
3. Chancellor DF
4. Júnior MF (Capitán).
5. Fernando FW
6. Jan FW.

Wuilker Faríñez es el arquero más fuerte junto con el de Alemania Federal.

### Norteamérica
La liga norteamericano está integrada por Canadá, Estados Unidos y México. Un barco se muestra en las pantallas previas a los encuentros en estos países

### Canadá
| Ropa | Piel | Pelo |
| ---- | ---- | ---- |
|      |      |      |

Canadá es un combinado con los mejores jugadores de distintos colegios de Canadá. De fuerza media, es el equipo más balanceado ya que todos sus miembros tienen distintos tiros y habilidades.
Se forman en 1-2-2 con los siguientes jugadores:
1. Maxime GK.
2. Richie DF.
3. Derek DF.
4. Samuel MF (Capitán).
5. Lucas FW.
6. Liam MF.

#### Estados Unidos
| Ropa | Piel | Pelo |
| ---- | ---- | ---- |
|      |      |      |

Estados Unidos es el equipo más fuerte del juego. Al ejecutar su tiro especial, el balón se infla como el sol, resultando casi imparable. Pueden utilizar la Voltereta Golondrina, así como el Puñetazo Tornado. Al festejar una victoria, el capitán aparece disparando con metralleta a un compañero que huye llorando.
Estados Unidos también forman en 2-2-1:
1. Tony GK.
2. Dayv DF.
3. Brian DF.
4. Don MF (Capitán).
5. Terry FW.
6. Mark MF
7. Phil
8. Fred

Si están empatando o ganando, sale de la valla a atacar cuando tiene el balón.

### México
| Ropa | Piel | Pelo |
| ---- | ---- | ---- |
|      |      |      |

Los mexicanos portan una máscara emulando a los luchadores de lucha libre mexicana. Uno de los equipos más débiles. Mediante su disparo especial pueden electrificar la pelota, efecto que perdura por un tiempo incluso luego de ser atajada por el guardameta. El Ataque Tornillo que efectúan, es poderoso, pero fácil de esquivar. Cuando ganan, un mariachi le canta a un cactus danzante. Es el único equipo dentro del juego que cuando le anotan gol no se lamenta, simplemente se quedan quietos.
Usan la extraña formación 2-1-2:
1. Niro GK.
2. Luis DF.
3. René DF.
4. Chico MF (Capitán).
5. Adolfo FW.
6. Miko FW.

Si están empatando o ganando, sale de la valla a atacar cuando tiene el balón.

### África
Esta zona está conformada por las selecciones de Camerún, Egipto y Kenia. El transporte utilizado para trasladarse por esos lugares es un autobús.

#### Camerún
| Ropa | Piel | Pelo |
| ---- | ---- | ---- |
|      |      |      |

De poderío medio, la escuadra camerunense utiliza ropas lilas, y es representada por un camaleón extendiendo su lengua. Al efectuar su disparo especial el balón desaparece, no así su sombra. Sus jugadores también pueden usar la Voltereta Golondrina. Al resultar victoriosos, se muestra un camerunense montando un avestruz azotándolo con una fusta.
Forman en 2-1-2:
1. Akbar (اكبر) GK.
2. Axon (اخن) DF.
3. Mwai (موي) DF.
4. Taha (طه) MF (Capitán).
5. Bwogi (بوة) FW.
6. Yemi (يم) FW.

Si están empatando o ganando, sale de la valla a atacar cuando tiene el balón.

### Europa
Esta liga está integrada por Alemania, Bélgica, España, Inglaterra, Italia, Reino Unido y Unión Soviética. El equipo viaja en barco para llegar a estos países.

#### Alemania Federal
| Ropa | Piel | Pelo |
| ---- | ---- | ---- |
|      |      |      |

Los alemanes son otra escuadra de temer. Pueden utilizar el Regate Mortal y su tiro divide el balón en dos balones más pequeños que giran sobre un eje central. Al ganar, un jugador come salchichas enormes mientras un compañero lo mira hambriento.
Alemania también forma en 2-2-1:
1. Jürgen
2. Frank
3. Hans
4. Klaus
5. Jochom
6. Günter

### Asia y Oceanía
En este continente podemos encontrar a Australia, China, Corea del Sur y Japón. La animación introductoria a cada encuentro con alguno de estos dos, realiza el viaje en autobús.

### Japón
| Ropa | Piel | Pelo |
| ---- | ---- | ---- |
|      |      |      |

Nekketsu FC  (ねっけつFC?) es un combinado con los mejores jugadores de distintos colegios de Japón. De fuerza media, es el equipo más balanceado ya que todos sus miembros tienen distintos tiros y habilidades. En su festejo de victoria, los jugadores bailan y saltan mientras sujetan abanicos en sus manos.
Su alineación por defecto es 2-1-2, con los siguientes jugadores:
1. Hiro (ひろ?) GK.
2. Riki (りき?) DF.
3. Koji (こじ?) DF.
4. Kunio (くにお?)MF(Capitán).
5. Susumu (すすむ?) FW.
6. Masao (まさお?) FW.
7. Makoto (まこと?).
8. Kenji (けんじ?).

Si están empatando o ganando, sale de la valla a atacar cuando tiene el balón.